# Brachymeria pseudorugosa
Brachymeria pseudorugosa är en stekelart som beskrevs av Masi 1951. Brachymeria pseudorugosa ingår i släktet Brachymeria och familjen bredlårsteklar. Inga underarter finns listade.